# He Got Game (album)
He Got Game è un album discografico del gruppo hip hop newyorkese Public Enemy, pubblicato dalla Def Jam il 21 aprile 1998 negli USA.

## Tracce
- Resurrectiom - 4:20
- He Got Game - 4:46
- Unstoppable - 3:14
- Shake Your Booty - 3:45
- Is Your God a Dog - 5:08
- House of the Rising Son - 3:16
- Revelation 33 1/3 Revolutions - 4:11
- Game Face - 3:17
- Politics of the Sneaker Pimps - 3:16
- What You Need is Jesus - 3:29
- Super Agent - 3:35
- Go Cat Go - 3:48
- Sudden Death (Interlude) - 2:04